# Port lotniczy Brač
Port lotniczy Brač – port lotniczy położony na wyspie Brač, w pobliżu miejscowości Bol, w Chorwacji.

## Linie lotnicze i połączenia
| Linia lotnicza   | Kierunek                                                             |
| ---------------- | -------------------------------------------------------------------- |
| Croatia Airlines | Sezonowo: 1. Monachium 2. Zagrzeb Sezonowe czartery: 1. Graz 2. Linz |
| Goldeckflug      | Sezonowe czartery: 1. Wiener Neustadt                                |
| Sky Alps         | Sezonowo: 1. Bolzano Sezonowe czartery: 1. Bratysława 2. Koszyce     |